# Sabella picta
Sabella picta är en ringmaskart som beskrevs av Addison Emery Verrill 1885. Sabella picta ingår i släktet Sabella och familjen Sabellidae. Inga underarter finns listade i Catalogue of Life.